# Ubiquity (软件)
Ubiquity是一个简单的Ubuntu和它的衍生版本的Linux安装程序。它运行于LiveCD，并且有Qt和GTK+的前端界面。Ubiquity最早在Ubuntu 6.06 (Dapper Drake)中被引入。

## 特性
- 国际化支持
- 自动安装支持
- 像Mythbuntu这样的衍生版的定制
- 自动崩溃检测(Apport)支持
- 图形化时区选择
- 从现有的Linux，Windows，和Mac OS X系统导入账号设置和文件(migration-assistant（页面存档备份，存于）)
  - 用户账号
  - 邮件账号
  - 即时聊天账号
  - 书签
  - 用户的图片，壁纸，文档，音乐，照片目录(仅Windows)

## 衍生版本
- Kubuntu
- Xubuntu
- Mythbuntu
- Linux Mint
- gNewSense
- Trisquel
- Asturix
- Zorin OS
- elementary OS
- Tuquito

## 外链
- Ubiquity （页面存档备份，存于）
- Ubiquity in Launchpad （页面存档备份，存于）